# Reinhold Aman
Reinhold Albert Aman (* 8. April 1936 in Fürstenzell; † 2. März 2019) war ein deutsch-amerikanischer Chemieingenieur und Hochschullehrer. Er war seit 1977 Gründer und Herausgeber der Zeitschrift Maledicta, die er der Untersuchung der Wissenschaft des Fluchens und Schimpfens, der Malediktologie, widmete.

## Biographie
Aman studierte Chemieingenieurwesen in Augsburg und war danach als Übersetzer und Verwalter für die amerikanischen Streitkräfte in Frankfurt am Main tätig. Später arbeitete er in Frankfurt, München und Montreal als Chemiker für Ölraffinerien. 1959 zog er von Kanada in die USA nach Milwaukee und fand Anstellung als Metallurge und analytischer Chemiker. Aus seiner 1960 geschlossenen Ehe hatte er eine Tochter.
1968 promovierte er zum Thema „Der Kampf in Wolframs Parzival“ an der University of Texas.
Von 1968 bis 1974 war Aman assistant professor im Fach Deutsch an der University of Wisconsin–Milwaukee mit Kursen in deutscher Grammatik, Stilistik, Phonetik, Philologie, Deutschsprachiger Literatur des Mittelalters und Barocks, Dialektologie, Bibliografie und Methoden. 
Aman veröffentlichte ein Bayrisch-Österreichisches Schimpfwörterbuch, einige kürzere Monographien und verschiedenen Bücher, unter ihnen 1996 das Werk Hillary Clinton's Pen Pal: A Guide to Life and Lingo in Federal Prison, eine Handreichung zu Subkulturen, Argot und Soziolekten in amerikanischen Gefängnissen, das er Hillary Clinton widmete.
Tieferen Einblick in den Justizvollzug in den Vereinigten Staaten von Amerika erlangte Aman 1994, weil er nach seiner Scheidung im Jahr 1990 zwei Postkarten an seine Ex-Ehefrau mit Collagen aus Zeitungsmeldungen über geschiedene Männer, die ihre Ex-Ehefrauen töteten, geschickt hatte. In diesem Zusammenhang schickte er auch ein zweiseitiges Pamphlet („Legal Slimebags of Wisconsin“) mit fundamentaler, polemischer Kritik an den an seiner Scheidung beteiligten Rechtsanwälten und Richtern. Ein Gericht verurteilte ihn trotz seiner Einlassung, die Schreiben seien als schwarzer Humor zu verstehen, zu 27 Monaten Haft, die er bis zu seiner vorzeitigen Entlassung nach 15½ Monaten in der Federal Correctional Institution, einem Gefängnis auf Terminal Island im Los Angeles County, verbrachte.
In dem amerikanischen Dokumentarfilm Fuck aus dem Jahr 2005 wird Aman als Experte befragt.

## Werke
- Reinhold Aman: How Do They Do It? A Collection of Wordplays Revealing the Sexual Proclivities of Man and Beast. Maledicta Press, 1983, ISBN 978-0916500092
- Reinhold Aman: Hillary Clinton's Pen Pal: A Guide to Life and Lingo in Federal Prison. Maledicta Press, 1996, ISBN 978-0916500146
- Reinhold Aman: Opus Maledictorum: A Book of Bad Words. Marlowe & Company, 1996, ISBN 978-1569248362
- Reinhold Aman: Bayrisch-Österreichisches Schimpfwörterbuch. Allitera Verlag, ISBN 978-3865200952
- Reinhold Aman: Talking Dirty. Robson Books Ltd, 1998, ISBN 978-0860518815